# Томас Літьєнс
Томас Нішан Літьєнс (нар. 22 серпня 1984, Дехівала, Шрі-Ланка) — нідерландський футболіст ланкіського походження, нападник.

## Життєпис
Народився в місті Дехівала, Шрі-Ланка, проте футболом розпочав займатися в Нідерландах. Вихованець «Роди» (Керкраде), проте за першу команду ніколи не грав. З 2004 ао 2005 рік виступав за фарм-клуб клубу з Керкраде — «Йонг Рода». У 2005 році виїхав до Шотландії, де підписав контракт з «Фолкерком». Однак у шотландському клубі зіграв лише 2 матчі, а наступного року підписав контракт з німецьким «Вупперталер», кольори якого захищав до 2009 року. Залучався також до матчів другої команди клубу. Сезон 2007/08 відіграв в оренді в іншому німецькому клубі «Кікерс» (Емден). З 2008 по 2009 рік грав в оренді за «Вельберт». У 2010 році повернувся в Нідерланди. Виступав за нижчолігові клуби «Бароньє», «Апелдорн», «Бабберіх» та «Гюнсбрук». У 2014 році виїхав до Німеччини, виступав у клубах «Германія» (Теверен) та «Гангельт/Гастенратх». 1 березня 2016 року оголосив про завершення футбольної кар'єри. У сезоні 2018/19 років відновив кар'єру, виступав за нижчоліговий нідерландський «Гюнсбрук».